# Lecane gwileti
Lecane gwileti is een raderdiertjessoort uit de familie Lecanidae. De wetenschappelijke naam van deze soort is voor het eerst geldig gepubliceerd in 1930 door Tarnogradsky.